# Condor (programma radiofonico)
Condor è stata una trasmissione radiofonica di Rai Radio2, non più in onda dalla fine del 2009, trasmessa dal lunedì al venerdì, dalle 16:00 alle 17:00.
Nato nel gennaio 2004, ha rappresentato il proseguimento del programma Ogni maledetta domenica, condotto sempre da Luca Sofri insieme al giornalista Michele Boroni, ed è ispirato al film I Tre Giorni del Condor. Gli argomenti del programma erano principalmente l'attualità, i temi della grande stampa internazionale e le novità della rete.
Autori e conduttori del programma dalla stagione 2007-2008 sono stati Luca Sofri e Matteo Bordone, che si è aggiunto dopo quattro anni di conduzione solitaria da parte di Sofri. Il curatore responsabile era Renzo Ceresa e la regia era a cura di Valeria Grandi.
Nella redazione si sono avvicendati Silvia Ferraro per le prime due stagioni, dal settembre 2005 a giugno 2006 Antonio Dini ed infine da settembre 2006 Ilaria Mazzarotta.
La sigla del programma è stata la canzone Geno dei Dexys Midnight Runners fino alla stagione 2006-2007. Nella stagione 2007-2008 è stata Music to watch girls by di Andy Williams.
Con il 2009 il programma chiude per una decisione del nuovo direttore di Radio Due, Flavio Mucciante: il 22 dicembre 2009 Condor trasmette la sua ultima puntata in diretta, a cui sono seguite una serie di puntate speciali che si sono concluse il 1º gennaio 2010.
La trasmissione era disponibile anche in podcast.

## Kinder
Kinder è il nome della prima edizione della manifestazione-raduno di Condor. Come il Cateraduno della popolare trasmissione Caterpillar, sempre in onda su Radio2 RAI permette l'incontro tra ascoltatori e autori del programma. Kinder, svoltosi dal 12 al 15 luglio 2007 ha avuto come ospiti alcuni esponenti del mondo dei blog italiani come Gianluca Neri e Massimo Mantellini e in generale i più frequenti e noti ospiti del programma.

## Altre iniziative collegate
Dal 20 al 24 febbraio 2006 è stata realizzata anche una edizione speciale, intitolata Condor in the Night, trasmessa dalle 24.00 alle 03.00 di notte, con una selezione di canzoni curata da Luca Sofri.
Durante il 2006 Luca Sofri ha organizzato presso il Teatro Litta di Milano una serie di incontri gratuiti con personaggi famosi del mondo dello spettacolo, intitolati I Giorni del Condor.
Gli incontri svolti sono stati:
- Domenica 26 febbraio, Lorenzo Cherubini (Jovanotti)
- Domenica 5 marzo, Maria Latella, direttore del settimanale femminile della Arnoldo Mondadori Editore Anna
- Domenica 12 marzo, Michele Serra, giornalista.
- Domenica 19 marzo, Giovanni de Mauro, direttore del settimanale Internazionale
- Domenica 2 aprile, Giuliano Ferrara, direttore de Il Foglio
- Domenica 9 aprile, Carlo Lucarelli, scrittore e giallista.

## Curiosità
(Frase d'apertura del programma)
(Matteo Bordone)
Al termine della trasmissione del venerdì, Matteo Bordone era solito salutare gli ascoltatori con il saluto citato. Questa formula era, nei concetti, sempre uguale.